# De vogels van Holland
«De vogels van Holland» (с нидерл. — «Птицы Голландии») — песня нидерландской певицы Йетти Парл, написанная Анни Шмидт и Кором Лемайром. С этой песней она получила право представить Нидерланды на первом конкурсе песни «Евровидение-1956» после занятого второго места на национальном отборе. Композиция «De vogels van Holland» известна тем, что это — первая песня, когда-либо спетая во время конкурса «Евровидение» и считается первой из многих песен, воспевающих Родину исполнителя.

## Текст песни
Автор текста песни — Анни Шмидт.
Парл поёт о птицах, живущих в Голландии и считает, что они учатся щебетать, чтобы праздновать весну в стране. В песне говорится о том, что нигде нет «таких синих луж», «столь обильной росы на траве», «таких милых и верных девушек» и «поэтому птицы здесь такие музыкальные». Во Франции, в Японии, в Китае, птицы просто поют «tudeludelu» (звук, похожий на пение птиц) «и только в Голландии, весной на лугу, птицы поют так радостно и счастливо».
По мнению критика Деса Мангана эта песня послужила началу песен с бессмысленной лирикой на «Евровидении».

## Евровидение

### Национальный отбор
В 1956 году Йетти Парл приняла участие в национальном отборе Нидерландов на первый конкурс песни «Евровидение». Она выбрала три песни для участия в отборочном туре — «De vogels van Holland», «De telefoon» и «Mei in Parijs».
Финал отбора состоялся 24 апреля 1956 года, но результаты были оглашены лишь 5 мая. Парл заняла второе место с композицией «De vogels van Holland», набрав 1530 баллов. Несмотря на это, она получила право представить Нидерланды на «Евровидении» — по правилам конкурса того года каждая участвующая страна должна была отправить по две песни.

### Конкурс
Песня была исполнена первой на конкурсе перед выступлением представительницы Швейцарии Лиз Ассии с песней «Das alte Karussell», оркестром дирижировал Фернандо Паджи. Результаты выступления Йетти Парл неизвестны в связи с тем, что на конкурсе был объявлен только победитель (без индивидуальных оценок выступления). Остальные участники были отмечены как разделившие между собой второе место.
В 1956 году, совместно с Парл, на «Евровидении» Нидерланды представляла победительница отборочного тура Корри Броккен с песней «Voorgoed voorbij» — по правилам конкурса того года каждая участвующая страна должна была отправить по две песни.